# 환현 (동진)
환현(桓玄, 369년 - 404년 6월 19일)은 중국 동진(東晉) 말기의 군벌이다. 초국(譙國) 용항(龍亢) 사람으로, 자는 경도(敬道)이고, 권신 환온(桓溫)의 아들이다. 동진 안제(東晉 安帝)의 선양을 받아 초(楚)를 건국하나, 유유(劉裕)에게 반격을 받고 몰락하였다.
시호는 무도황제(武悼皇帝)이다.

## 어린 시절
373년, 남군공(南郡公) 작위를 이어받았다. 처음에 태자선마(太子洗馬)에 임명되었다가 외직으로 나가 의흥태수(義興太守)가 되었다. 안제(安帝) 융안(隆安) 2년(398) 연주자사(兗州刺史) 왕공(王恭)과 형주자사(荊州刺史) 은중감(殷仲堪)이 병사를 일으키자 그도 호응했다. 왕공이 자신의 부하 유뢰지(劉牢之)에게 살해당하자 그에게 조서를 내려 강주자사(絳州刺史)로 삼았다. 다음 해 조정이 서로 이반시키는 계책을 써서 형주사군(荊州四郡)을 다스리게 하고 은중감과 양전기(楊佺期)를 살해하게 하니, 형옹(荊雍)을 거점으로 형주와 강주의 자사(刺史)를 겸임하면서 형주와 사주(司州) 등 여덟 주(州)를 다스리게 되었다. 심복의 부하들을 곳곳에 배치하여 군사력이 나날이 증강되었다.

## 말년
동진 안제 원흥(元興) 초(402년)에 회계왕(會稽王)의 세자(世子) 사마원현(司馬元顯)이 군사를 몰아 그를 토벌하자, 군사를 이끌고 동쪽으로 내려가 건강(建康)을 공격해 들어가 사마도자(司馬道子) 부자를 죽이고 정권을 장악했다. 다음 해(403년) 칭제(稱帝)하고 나라 이름을 초(楚)라 했다. 다음 해(404년) 유유(劉裕)와 유의(劉毅)가 경구(京口)에서 거병하여 토벌하니 패하여 서쪽으로 달아나다가 익주(益州)의 병사들에게 살해당했다.

## 둘러보기
1. ↑  혹은 영보(靈寶)